# فرودگاه پیرانشهر
فرودگاه خانه پیرانشهر فرودگاهی نظامی است که در شمال پیرانشهر در استان آذربایجان غربی ایران قرار دارد. طول باند این فرودگاه ۷۰۰ متر است.